# Dionne Neish
Dionne Natasha Neish ist eine britische Schauspielerin und Filmproduzentin.

## Leben
Neish Eltern wuchsen in Westindien auf. Sie studierte Schauspiel am Drama Center und schloss ihr Studium mit dem Bachelor of Arts ab. Sie debütierte 2001 in zwei Episoden der Fernsehserie The Bill in der Rolle der Elaine Parrish als Fernsehschauspielerin. Eine wiederkehrende Serienrolle erhielt sie 2012 in der Fernsehserie College Options Man. Von 2013 bis 2014 spielte sie in der Miniserie Survival die Rolle der Anita Jones. 2015 folgte die wiederkehrende Rolle der Selina Blue in der Fernsehserie Vignettes. Im selben Jahr spielte sie Rolle der Militärbefehlshaberin Reiger im Science-Fiction-Katastrophenfilm Marsland – Kein Ort zum Überleben. 2017 spielte sie in drei Episoden der Fernsehserie General Hospital die Rolle der Krankenschwester Caroline Crane. 2021 wirkte sie in fünf Episoden der Fernsehserie Girl, Chill in der Rolle der Parker Bolin mit.
Als Kurzfilmproduzentin trat sie 2015 mit The Pants und 2019 Killer Obsession in Erscheinung. 2019 produzierte sie außerdem den Kurzfilm Echo, in diesem sie außerdem das Drehbuch verfasste.

## Filmografie (Auswahl)

### Schauspiel
- 2001: The Bill (Fernsehserie, 2 Episoden)
- 2004: Judge Mooney (Fernsehserie)
- 2009: Eviction Avengers (Kurzfilm)
- 2011: Happy Apocalypse!
- 2012: Pink & Green (Kurzfilm)
- 2012: College Options Man (Fernsehserie, 4 Episoden)
- 2012: Imperial Odyssey: Questions of War (Kurzfilm)
- 2013–2014: Survival (Miniserie, 5 Episoden)
- 2014: Tick Tock (Kurzfilm)
- 2015: Lamaze (Kurzfilm)
- 2015: Vignettes (Fernsehserie, 4 Episoden)
- 2015: The Pants (Kurzfilm)
- 2015: Marsland – Kein Ort zum Überleben (Martian Land)
- 2015: Overpowered (Kurzfilm)
- 2015: John David (Kurzfilm)
- 2016: Drivers Meg (Fernsehserie, Episode 3x03)
- 2016: White Nights, Black Paradise (Kurzfilm)
- 2017: General Hospital (Fernsehserie, 3 Episoden)
- 2017: Better Things (Fernsehserie, Episode 2x09)
- 2017: Paranormal Huntresses: We Have Passion (Kurzfilm)
- 2018: Mohawk (Fernsehserie, Episode 1x01)
- 2018: Paranormal Huntresses: Hear Me Out (Kurzfilm)
- 2018: The Coroner: I Speak for the Dead (Fernsehserie, Episode 3x01)
- 2018–2019: Counterpart (Fernsehserie, 2 Episoden)
- 2019: Inconvenienced (Fernsehserie)
- 2019: What/If (Miniserie, Episode 1x07)
- 2019: Echo (Kurzfilm)
- 2019: Friends and More (Fernsehserie, Episode 1x01)
- 2019: Inn Communication (Kurzfilm)
- 2020: Hollywood (Miniserie, Episode 1x07)
- 2020: Reset: A Quarantine Movie (Kurzfilm)
- 2021: Girl, Chill (Fernsehserie, 5 Episoden)
- 2021: Blindspotting (Fernsehserie, Episode 1x02)
- 2021: Two Cooks in the Mix (Miniserie, 2 Episoden)
- 2021: GO OFF IZZY (Fernsehserie)
- 2021: Ten Minutes
- 2022: An Atheist’s Guide to the Afterlife (Kurzfilm)
- 2022: Premiere the Play: The Podcast (Podcastserie, Episode 2x01)
- 2022: Desperate Measures (Fernsehfilm)
- 2022: Pas De Deux: Darren and Melody (Miniserie, Episode 1x02)
- 2022: Moving On
- 2023: Neon Bleed
- 2023: The Graduates
- 2024: EastEnders (Fernsehserie, Episode 1x6848)

### Produktion
- 2015: The Pants (Kurzfilm)
- 2019: Killer Obsession (Kurzfilm)
- 2019: Echo (Kurzfilm; auch Drehbuch)

## Theater (Auswahl)
- Cecily, Christina Ogunade, Hollywood Fringe Festival
- Must Be Comfortable with..., Broad's World Ensemble
- All in the Timing, Regie: Natalia Lazarus, Promenade Playhouse
- Night Breath, Regie: Bryan Oliver, White Bear
- Merchant of Venice, Regie: Phoebe Barron, Orange Tree
- Those who trespass against us the Victoria Climbie Story, Hackney Empire
- Aida Ethiopian Slave, Royal Albert Hall
- The Bloomers
- P. I. G., The Drill Hall
- The Broken Jug, Regie: Christopher Fetters
- The Provoked Wife, Regie: Jenny Lipmann
- A Winter’s Tale, Regie: Christopher Fetters